# La ragazza con la pistola
La ragazza con la pistola es una película cómica italiana de 1968 dirigida por Mario Monicelli. Fue nominada al Óscar a la mejor película de habla no inglesa. Monica Vitti ganó el Premio David de Donatello como mejor actriz.

## Argumento
En un pequeño pueblo de Sicilia, la joven Assunta es seducida por Vincenzo. El hombre, sin embargo, huyó a la mañana siguiente de convertirse en amantes. Según las tradiciones locales, Assunta y sus hermanas no pueden casarse a menos que alguien de la familia mate al infractor y restablezca el honor de la familia. Marcha al Reino Unido, donde Vincenzo ha huido. Assunta se encuentra intimidada por la cultura diferente, pero viaja decidida a Edimburgo, Sheffield, Bath y Londres a la búsqueda de Vincenzo para matarle. Después de un accidente, Assunta es hospitalizada; conoce un paciente simpático, comprensivo y sentimental, que le aconseja olvidarse de Vincenzo y dedicarse a su vida. Sigue estos consejos y pronto se crea por sí sola una nueva y maravillosa vida en el Reino Unido.

## Reparto
- Monica Vitti - Assunta Patanè
- Stanley Baker - Dr. Osborne
- Carlo Giuffrè - Vincenzo Macaluso

- Corin Redgrave - Frank Hogan
- Anthony Booth - John

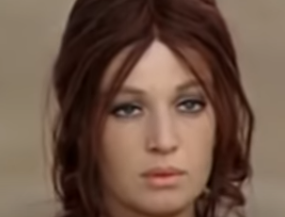
Monica Vitti
en parte de un fotograma de la película.

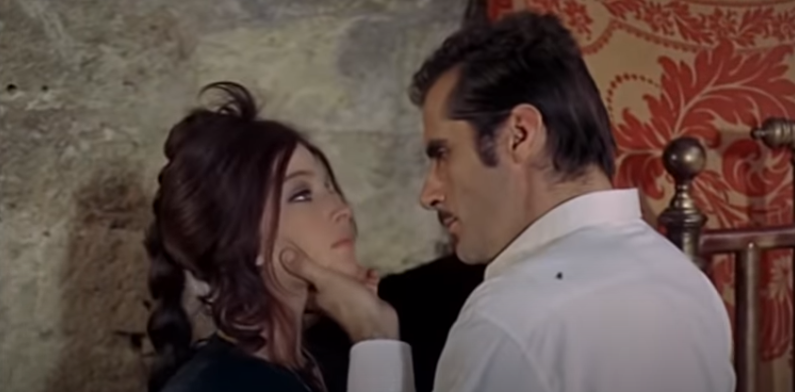
Monica Vitti y Carlo Giuffré
en otro fotograma de la película.

- Aldo Puglisi – Inmigrante siciliano
- Tiberio Murgia – Inmigrante siciliano
- Dominic Allan - Mr. Sullivan
- Deborah Stanford - Mrs. Sullivan
- Catherine Feller - Rosina Canunzio
- Helen Downing - Ada
- Janet Brandes - Enfermera
- Natasha Harwood -Mrs. Osbourne
- Stefano Satta Flores – Camarero del restaurante de Capri
- Johnny Briggs - Cad at dance

## Premios y distinciones
Premios Óscar
| Año  | Categoría                          | Resultado |
| ---- | ---------------------------------- | --------- |
| 1969 | Mejor película de habla no inglesa | Nominado  |

- 1969 - David di Donatello
  - Mejor productor a Gianni Hecht Lucari
  - Mejor actriz protagonista a Monica Vitti
- 1969 - Nastro d'argento
  - Mejor actriz protagonista a Monica Vitti
  - Candidatura al mejor guion a Rodolfo Sonego
- 1969 - Globo de oro
  - Mejor actriz a Monica Vitti
- 1969 - Grolla d'oro
  - Mejor actriz para Monica Vitti
- 1968 - Festival de San Sebastián[5]
  - Concha de Plata a la mejor actriz a Monica Vitti